# Pseudoludia lilacina
Pseudoludia lilacina är en fjärilsart som beskrevs av Gustav Weymer 1907. Pseudoludia lilacina ingår i släktet Pseudoludia och familjen påfågelsspinnare. Inga underarter finns listade.